# David di Donatello 1999
La 44a edició dels premis David di Donatello, concedits per l'Acadèmia del Cinema Italià va tenir lloc el 16 de juny de 1999 a Cinecittà de Roma. Fou presentada per Carlo Conti i transmesa per Rai 1.

## Guanyadors

### Millor pel·lícula
- Fuori dal mondo, dirigida per Giuseppe Piccioni
- La leggenda del pianista sull'oceano, dirigida per Giuseppe Tornatore
- L'assedio, dirigida per Bernardo Bertolucci

### Millor director
- Giuseppe Tornatore - La leggenda del pianista sull'oceano
- Bernardo Bertolucci - L'assedio
- Giuseppe Piccioni - Fuori dal mondo

### Millor director novell
- Luciano Ligabue - Radiofreccia
- Giuseppe M. Gaudino - Giro di lune tra terra e mare
- Gabriele Muccino - Ecco fatto

### Millor argument
- Giuseppe Piccioni, Gualtiero Rosella i Lucia Zei - Fuori dal mondo
- Cristina Comencini - Matrimoni
- Giuseppe Tornatore - La leggenda del pianista sull'oceano

### Millor productor
- Lionello Cerri - Fuori dal mondo
- Franco Committeri - La cena
- Domenico Procacci - Radiofreccia

### Millor actriu
- Margherita Buy - Fuori dal mondo
- Francesca Neri - Matrimoni
- Giovanna Mezzogiorno - Del perduto amore

### Millor actor
- Stefano Accorsi - Radiofreccia
- Silvio Orlando - Fuori dal mondo
- Antonio Albanese - La fame e la sete

### Millor actriu no protagonista
- Cecilia Dazzi - Matrimoni
- Paola Tiziana Cruciani - Baci e abbracci
- Lunetta Savino - Matrimoni

### Millor actor no protagonista
- Fabrizio Bentivoglio - Del perduto amore
- Mario Scaccia - Ferdinando e Carolina
- Emilio Solfrizzi - Matrimoni

### Millor músic
- Ennio Morricone - La leggenda del pianista sull'oceano
- Ludovico Einaudi - Fuori dal mondo
- Luciano Ligabue - Radiofreccia

### Millor fotografia
- Lajos Koltai - La leggenda del pianista sull'oceano
- Luca Bigazzi - Così ridevano
- Fabio Cianchetti - L'assedio

### Millor escenografia
- Francesco Frigeri - La leggenda del pianista sull'oceano
- Giancarlo Basili - Così ridevano
- Enrico Job - Ferdinando e Carolina

### Millor vestuari
- Maurizio Millenotti - La leggenda del pianista sull'oceano
- Gianna Gissi - Così ridevano
- Gino Persico - Ferdinando e Carolina

### Millor muntatge
- Esmeralda Calabria - Fuori dal mondo
- Massimo Paglia - La leggenda del pianista sull'oceano
- Cecilia Zanuso - Matrimoni

### Millor enginyer de so directe
- Gaetano Carito - Radiofreccia
- Amedeo Casati - Fuori dal mondo
- Bruno Pupparo - Matrimoni

### Millor curtmetratge
- Quasi fratelli, dirigida per Francesco Falaschi
- Fuochino, dirigida per Carlotta Cerquetti
- Incantesimo napoletano, dirigida per Paolo Genovese i Luca Miniero
- Tanti auguri, dirigida per Giulio Manfredonia

### Millor pel·lícula estrangera
- El tren de la vida (Train de vie), dirigida per Radu Mihăileanu
- Shakespeare in Love (Shakespeare in Love), dirigida per John Madden
- Central do Brasil (Central do Brasil), dirigida per Walter Salles

### Premi David Scuola
- La leggenda del pianista sull'oceano, dirigida per Giuseppe Tornatore
- I piccoli maestri, dirigida per Daniele Luchetti
- Del perduto amore, dirigida per Michele Placido

### David a la carrera
- Mauro Bolognini
- Sophia Loren
- Alberto Sordi

### Premi Cinecittà
- Dante Ferretti